# Zoeduah
Zoeduah är en klan i Liberia.   Den ligger i regionen Margibi County, i den västra delen av landet, 29 km öster om huvudstaden Monrovia.